# Achondrogeneza

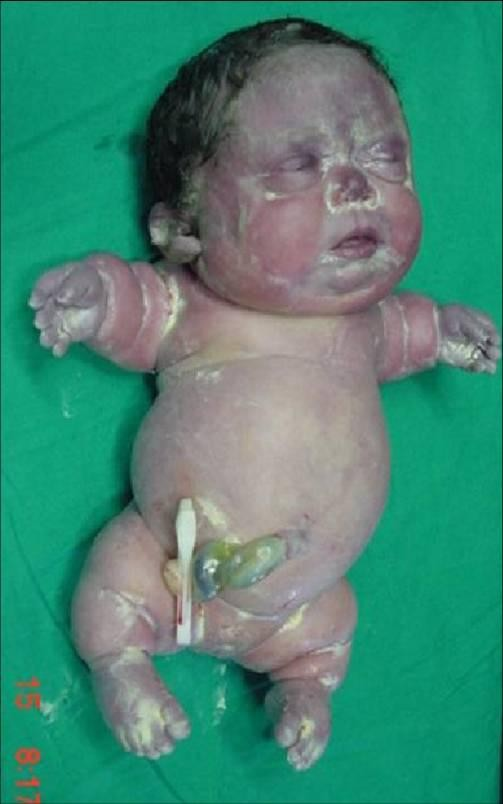
Noworodek z rozpoznaniem achondrogenezy typu I

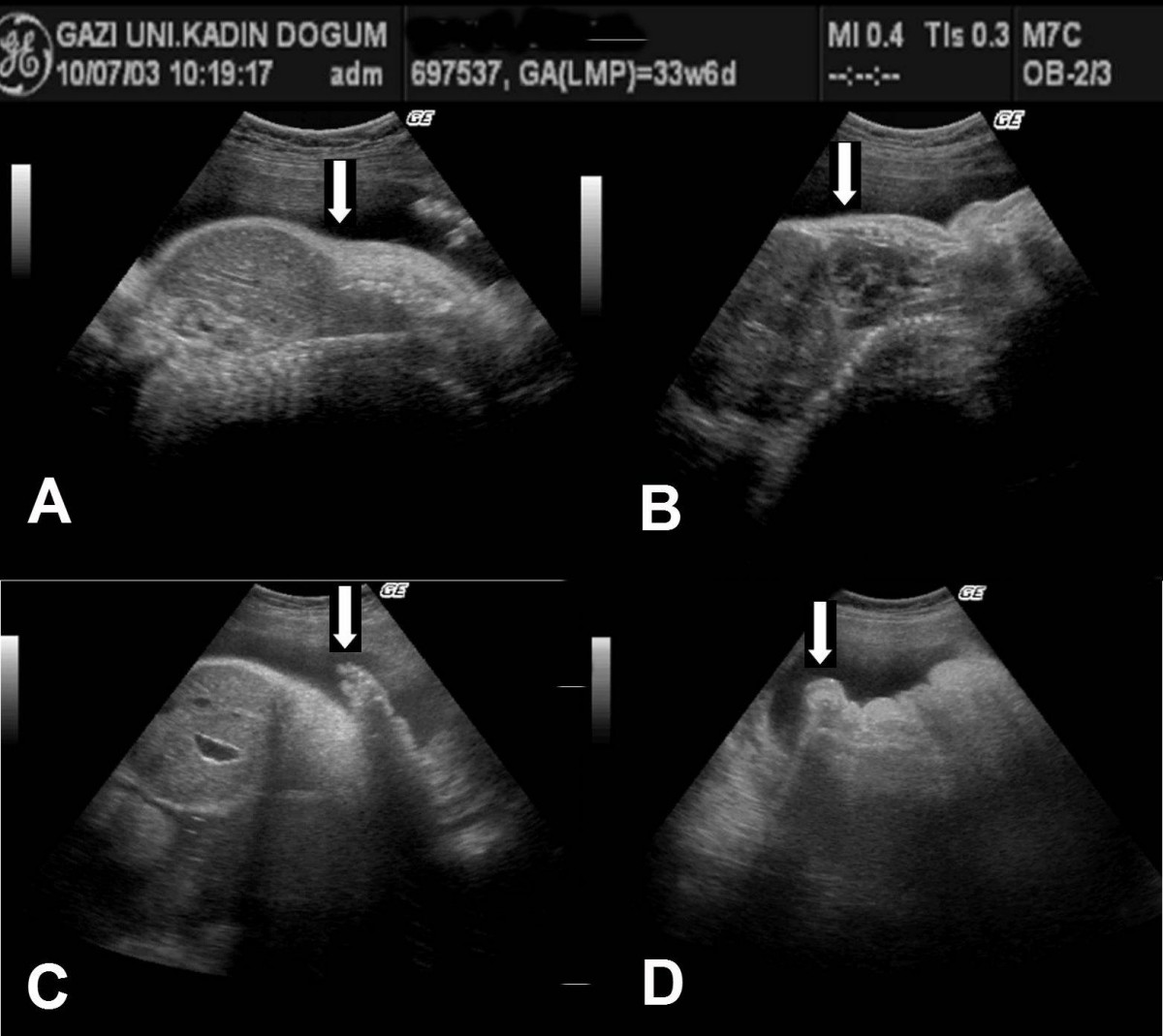
Obraz USG ciąży z płodem dotkniętym achondrogenezą typu I. Charakterystyczne są wysoki wskaźnik brzuszno-klatkowy (A), hipoplazja płuc i wąska klatka piersiowa (B), silna mikromelia (C, D). USG wykonano w 33 Hbd

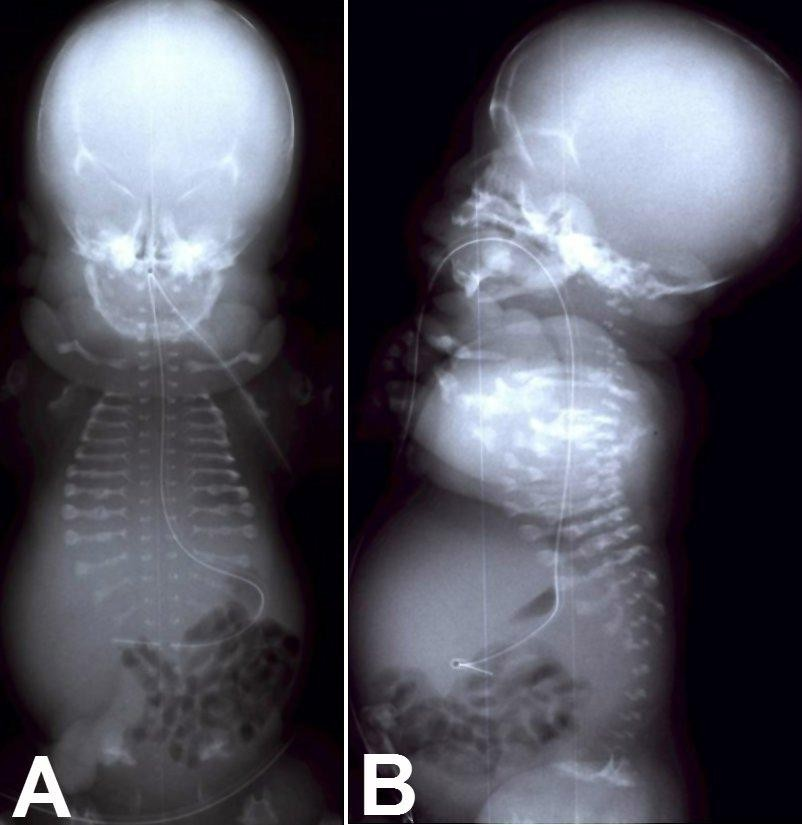
Pośmiertnie wykonane radiogramy ("babygramy") tego samego dziecka w projekcji AP (panel A) i bocznej (panel B)

Achondrogeneza (ang. achondrogenesis) – grupa letalnych osteochondrodysplazji, charakteryzujących się hipoplazją kości i towarzyszącymi wadami wrodzonymi. Na podstawie kryteriów histologicznych i radiologicznych wyróżnia się dwa typy achondrogenezy: typ I (Fraccaro-Houstona-Harrisa) i typ II (Langera-Saldino). Ponadto w typie I wyróżnia się podtypy IA i IB.

## Genetyka
Typ IA achondrogenezy jest dziedziczony autosomalnie recesywnie, nieznany jest gen warunkujący ten zespół wad. W typie IB również dziedziczonym autosomalnie recesywnie stwierdzono mutacje w genie DTDST w locus 5q32-q33. Typ II jest dziedziczony autosomalnie dominująco; spowodowany jest mutacjami w genie COL2A1  w locus 12q13.1-q13.3, należy więc do kolagenopatii.

## Historia i nazewnictwo
Przypadki wad wrodzonych o typie achondrogenezy opisywano od początku XX wieku; jednymi z najstarszych są opisy autorstwa Parentiego ("anosteogenesi", 1936), Fraccaro (1952), Houstona i wsp. ("fatal neonatal dwarfism"; 1972). Określenie achondrogenezy wprowadził włoski patolog i późniejszy cytogenetyk Marco Fraccaro w 1952 roku. Obecnie mianem achondrogenezy określa się trzy letalne osteochondrodysplazje. Typy I i II wprowadził Spranger w 1974 roku. Whitley i Gorlin w 1983 roku wyróżnili cztery typy achondrogenezy; obecnie zarzucono nazwy achondrogenezy typu III i achondrogenezy typu IV. Dawniej mianem achondrogenezy określano też jednostkę znaną dziś jako chondrodysplazja typu Grebego.

## Objawy i przebieg
Oba typy achondrogenezy są schorzeniami letalnymi; dzieci z tymi zespołami wad rodzą się martwe lub umierają wkrótce po narodzinach. Ciąża może przebiegać z wielowodziem. 

### Typ I
Charakterystycznymi objawami achondrogenezy typu I są:
- wewnątrzmaciczne zahamowanie wzrostu, średnia waga urodzeniowa 1200 g
- nieproporcjonalnie duża głowa, miękkie pokrywy czaszki, pochylone czoło, wklęsła część twarzowa czaszki
- płaski grzbiet nosa, niekiedy głęboki poziomy rowek na grzbiecie nosa
- mały nos, często z przodopochyleniem nozdrzy
- długa rynienka podnosowa
- retrognatyzm
- zwiększona odległość między dolną wargą a dolną krawędzią podbródka; wygląd "podwójnego podbródka"
- skrócenie szyi
- krótka i beczkowata klatka piersiowa
- krótkie, płaskie obojczyki
- hipoplastyczne łopatki
- wypukłe powłoki brzuszne
- hipoplazja płuc
- wrodzone wady serca: przetrwały przewód tętniczy, ubytek przegrody międzyprzedsionkowej, ubytek przegrody międzykomorowej
- nasilona mikromelia, większa niż w typie II

### Typ II
Charakterystyczne objawy to:
- wewnątrzmaciczne zahamowanie wzrostu, średnia waga urodzeniowa 2100 g
- nieproporcjonalnie duża głowa
- duże i wydatne czoło
- hipoplazja środkowego piętra twarzy
- płaska część twarzowa czaszki
- płaski grzbiet nosa
- mały nos ze znacznym przodopochyleniem nozdrzy
- prawidłowa rynienka podnosowa
- mikrognacja
- rozszczep podniebienia
- znaczne skrócenie szyi
- krótka i rozszerzająca się ku dołowi, "dzwonowata" klatka piersiowa
- hipoplazja płuc
- wypukłe powłoki brzuszne
- mikromelia

## Poradnictwo genetyczne
- w typach IA i IB, tak jak w innych chorobach dziedziczonych autosomalnie recesywnie, ryzyko urodzenia każdego kolejnego dziecka z achondrogenezą wynosi 25%, a zdrowe dzieci w 2/3 przypadków są heterozygotami względem warunkującego chorobę genu.
- w typie II chorobę warunkuje mutacja de novo, a ryzyko urodzenia kolejnego dziecka z achondrogenezą nie wydaje się być znacząco zwiększone.